# 刘勃舒
刘勃舒（1935年11月—2022年7月19日），男，江西永新人，中国国画家，中央美术学院原副院长，中国画研究院原副院长，中国美术家协会原副主席、顾问，第八、九届全国政协委员。徐悲鸿关门弟子。